# Zasłonak nerkowaty

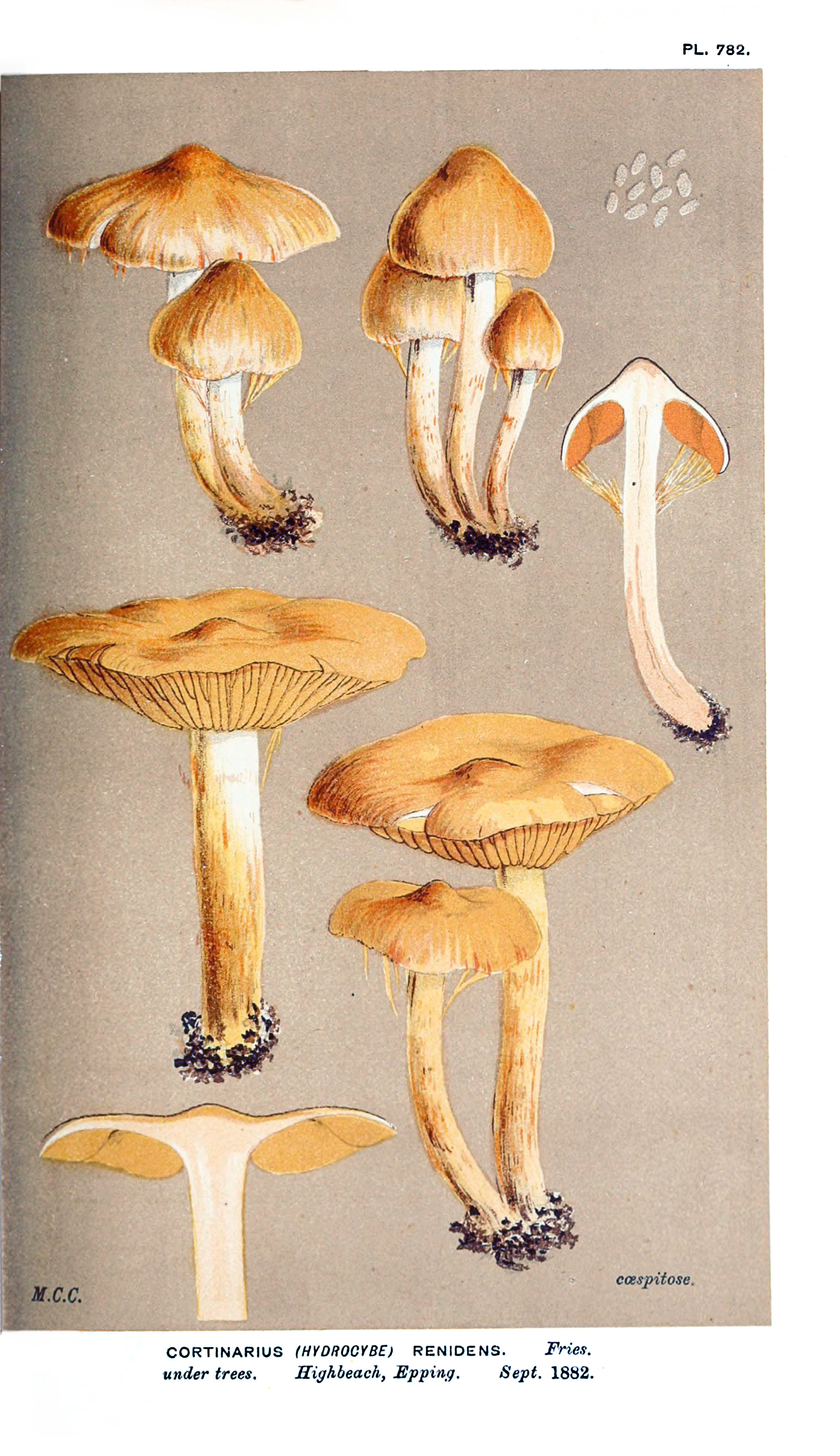

Zasłonak nerkowaty (Hygronarius renidens (Fr.) Niskanen & Liimat.) – gatunek grzybów należący do rodziny zasłonakowatych (Cortinariaceae).

## Systematyka i nazewnictwo
Pozycja w klasyfikacji według Index Fungorum: Cortinarius, Cortinariaceae, Agaricales, Agaricomycetidae, Agaricomycetes, Agaricomycotina, Basidiomycota, Fungi.
Po raz pierwszy opisał go w 1838 r. Elias Fries, nadając mu nazwę Cortinarius renidens. W 2022 r. Tuula Niskanen i Kare Liimatainen przenieśli go do rodzaju Aureonarius.
Nazwę polską nadał Andrzej Nespiak w 1981 r.. Jest niespójna z aktualną nazwą naukową.

## Morfologia
Kapelusz
Średnica 1,5–5 cm, za młodu stożkowaty, potem dzwonkowaty, łukowaty, w końcu płasko rozpostarty z tępym garbem. Powierzchnia gładka, jedwabiście błyszcząca i higrofaniczna; w stanie suchym ma barwę od pomarańczowobrązowej do marchewkowej, w stanie wilgotnym jest czerwonobrązowa, przy brzegu jasnopomarańczowa. Brzeg gładki, często falisty i popękany.
Blaszki
Szeroko przyrośnięte, szerokie, początkowo jasnoochrowe, potem cynamonowobrązowe. Ostrza gładkie, miejscami białawe.
Trzon
Wysokość 4–7 cm, grubość 0,5–1 cm, walcowaty, o nieco tylko pogrubionej podstawie, początkowo pełny, potem pusty, sprężysty. Powierzchnia o barwie jasnobrązowej z rzadkimi resztkami żółtej osłony.
Miąższ grzyba
Cienki, w stanie suchym żółtoochrowy, w stanie wilgotnym czerwonobrązowy. Smak łagodny, zapach niewyraźny.
Zarodniki
Elipsoidalne, o rozmiarach 6–7 × 4,5–5,5 μm, słabo brodawkowane.
Gatunki podobne"
Dzięki jasnemu, pomarańczowo-brązowemu kapeluszowi gatunek ten dość wyróżnia się wśród innych zasłonaków. Jego charakterystyczną cechą jest także słabo rozwinięta osłona, czasami w ogóle niedostrzegalna. Nieco podobny jest zasłonak morelowy (Cortinarius armeniacus).

## Występowanie i siedlisko
Znane są jego stanowiska w Europie, Ameryce Północnej i Tanzanii. W piśmiennictwie naukowym na terenie Polski (jako Cortinarius phoeniceus) do 2003 r. podano 3 stanowiska.
Naziemny grzyb mykoryzowy. Rośnie w lasach iglastych na kwaśnych glebach pod świerkiem pospolitym. Owocniki wytwarza od lipca do października.
Grzyb niejadalny.